# 3-エチルペンタン
3-エチルペンタン(3-Ethylpentane)は、C7H16の化学式を持つ分岐飽和炭化水素である。アルカンに分類され、ヘプタンの多くの構造異性体のうちの1つである。5炭素の鎖の真ん中の炭素から2炭素の鎖が分岐している。消防法に定める第4類危険物 第1石油類に該当する。
3-エチルペンタンから誘導されるアルコールの1つに、3級アルコールの3-エチルペンタン-3-オールがある。